# Bernische Pensionskasse
Die Bernische Pensionskasse (BPK) mit Sitz in Bern ist eine selbständige Schweizer Vorsorgeeinrichtung. Sie versichert das Berner Staatspersonal  sowie das Personal  von 140 weiteren Arbeitgebenden im Rahmen der 2. Säule. 
1919 verabschiedeten die Berner Räte ein Besoldungsdekret, in welchem sie die Schaffung einer Hülfskasse für das Staatspersonal vorsahen. Ab 1919 zahlten die Beamten und der Staat je 5 % der Besoldung vorsorglich in einen Spezialfonds bei der Hypothekarkasse ein. 1921 setzte der Grosse Rat das Dekret der Hülfskasse für die Beamten, Angestellten und Arbeiter der bernischen Staatsverwaltung in Kraft. Der Vorsorgeplan funktionierte nach dem Leistungsprimat: Die höchste Altersrente von 70 % der Besoldung erreichten 65-jährige Personen nach mindestens 30 Dienstjahren. Heute widerspiegeln 33 Jahre Hülfskasse, 40 Jahre Versicherungskasse und 27 Jahre Bernische Pensionskasse (BPK) 100 Jahre berufliche Vorsorge für das Bernische Staatspersonal.
Die Fürsorge für die Polizisten begann noch 111 Jahre früher. Diese konnten bereits seit 1810 mit einer Pension aus der Invalidenkasse des Landjägerkorps rechnen. Die 125 Landjäger besassen damals ein Vorsorgevermögen von 1'321 Franken. 2020 zählte die Bernische Pensionskasse (BPK) 39'064 aktiv Versicherte und 16'771 Rentenbeziehende. Das Vorsorgevermögen betrug 15.2 Milliarden Schweizer Franken.

## Rechtsgrundlagen
Die gesetzlichen Grundlagen bilden das Bundesgesetz über die berufliche Alters-, Hinterlassenen- und Invalidenvorsorge (BVG), das Bundesgesetz über die Freizügigkeit in der beruflichen Alters-, Hinterlassenen- und Invalidenvorsorge (Freizügigkeitsgesetz, FZG), die dazugehörigen Verordnungen sowie das Gesetz über die Bernischen Pensionskassen (PKG). Zu den Rechtsgrundlagen zählen zudem die Reglemente der Bernischen Pensionskasse (BPK).

## Organisation
Oberstes Organi der Bernischen Pensionskasse  (BPK) ist die Verwaltungskommission. Diese setzt sich paritätisch aus je fünf Arbeitgeber- und Arbeitnehmervertretern zusammen und wird zur Hälfte vom Regierungsrat des Kantons Bern bzw. von der 150-köpfigen Delegiertenversammlung jeweils auf vier Jahre gewählt. Das operative Tagesgeschäft wird vom geschäftsführenden Direktor geleitet.